# 哈布爾河

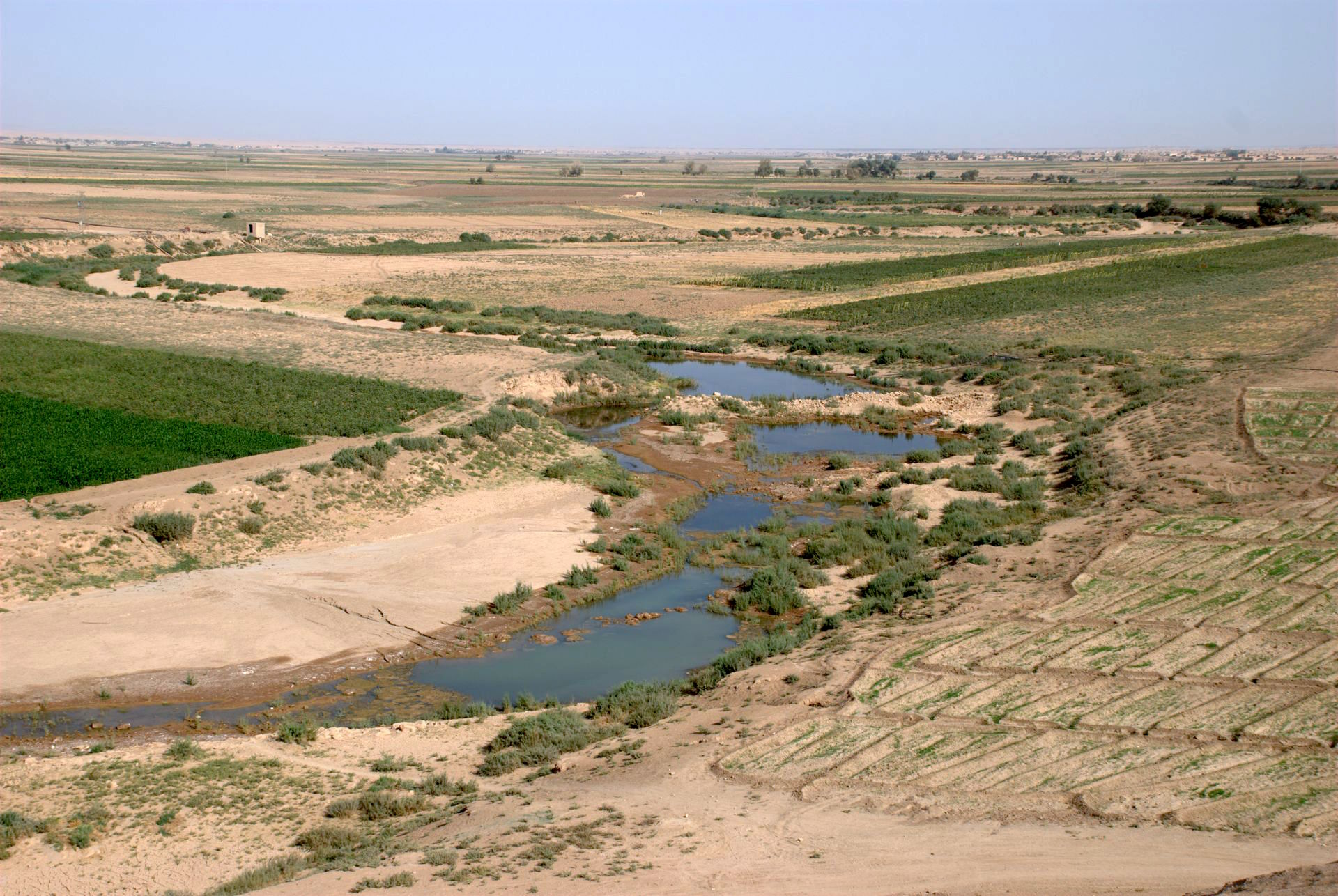

哈布爾河是西亞的河流，流經敘利亞和土耳其，河道全長486公里，流域面積37,081平方公里，最終注入幼發拉底河，平均流量每秒45立方米。